# Daïra d'Aïn Boucif
La daïra d'Aïn Boucif est une circonscription administrative algérienne située dans la wilaya de Médéa et la région du Titteri. Son chef-lieu est situé sur la commune éponyme d'Aïn Boucif.
La daïra regroupe les cinq communes d'Aïn Boucif, Kef Lakhdar, Ouled Maaref, Sidi Damed et El Ouinet.